# 토머스 미플린
토머스 미플린(Thomas Mifflin, 1774년 1월 10일 - 1800년 1월 20일)은 미국, 펜실베이니아 출신의 상인, 정치인이다. 미국 독립 전쟁 중의 대륙군 소장을 맡아 펜실베이니아 상원 의원, 대륙회의에서는 펜실베이니아 대표가 되어 대륙회의, 후에 연합회의에서는 제5대 의장을 맡았다. 또한, 1787년의 미국 헌법 제정 회의에서 대의원되었다. 이후 펜실베이니아 의회 의장, 펜실베이니아 최고 집행위원회 의장 및 펜실베이니아 주지사를 역임했다.

## 어린 시절
토머스 미플린은 1774년 1월 10일에 펜실베이니아 필라델피아에서 존 미플린과 엘리자베스 백널 부부의 아들로 태어났다. 미플린은 컬리지 오브 필라델피아(현재의 펜실베이니아 대학)을 1765년에 졸업하고, 윌리엄 비들의 무역업에 참가하게 되었다. 미플린은 1765년에 유럽 여행에서 돌아온 뒤 동생 조지 미플린과 합작하여 장사를 시작했다. 1765년 3월 4일에는 사촌 여동생 새라 모리스와 결혼했다. 미플린은 미국 철학 협회의 회원이었다.
미플린은 1772년부터 펜실베이니아 식민지 의회 의원이었지만, 1774년, 제1차 대륙회의의 펜실베이니아 대표가 되었고, 1775년 제2차 대륙회의 시작까지 맡았다.

## 미국 독립 전쟁
미국 독립 전쟁의 초기 미플린은 대륙회의에서 떨어져 대륙군에 종군했다. 미플린 일족은 4세대에 걸쳐 퀘이커 교도였지만, 군대의 종군은 평화를 사랑하는 신념에 반하는 것으로, 우회로부터 파문당하게 되었다. 미플린이 소령에 임명되고 이어 조지 워싱턴 장군의 부관이 되어, 1775년 8월 14일에는 군에서 첫 보급 국장이 되었다. 미플린은 일을 잘 해냈지만, 전선에 나가고 싶다고 생각했다. 미플린은 실전의 지휘로 대령에서 준장으로 승진했다. 미플린은 보급 국장직에서 해방되고 싶어 청원을 했지만, 대륙회의는 대체를 할 만한 사람을 찾기 어려웠기 때문에 미플린을 머물도록 설득했다.
대륙회의는 대륙군을 더 효과적으로 개편하거나 각 식민지에서 각각의 군대를 가질 것인지, 논의하였다. 이 논의의 결과, 전쟁위원회가 창설되자 미플린은 1777년에서 1778년까지 위원회에 나섰다. 미플린은 그 대륙군으로 돌아 왔지만, 너무 활동적인 역할은 거의 맡지 못했다. 게다가 보급 국장 때의 일로 비판되게 되었다. 미플린은 횡령으로 기소되어 소환당했지만, 결국 아무것도 일어나지 않았다. 미플린은 소장에서 사임했지만, 대륙회의는 사임 후에도 미플린에게 요청을 했다.

## 정치
미플린은 대륙회의를 이은 연합회의의 펜실베이니아 대표(1782년 - 1784년)를 역임했고, 이전 1783년 11월 3일에서 1784년 10월 31일까지 연합회 제5대 의장이 되었다. 이후 펜실베이니아 상원 의원 (1785년 - 1788년)을 맡고 있던 1787년에 미국 헌법 제정 회의에서 대의원으로 참가하여 헌법의 서명자가 되었다. 미플린은 펜실베이니아 최고 집행위원회의 일원이 되어, 1788년 11월 5일에 벤저민 프랭클린의 후임으로 그 의장이 되었고, 1789년 11월 11일에 만장일치로 재선됐다. 미플린은 1790년 펜실베이니아주 헌법의 초안을 만드는 위원회를 대리했다. 이 헌법은 집행위원회를 끝내고 한 명의 주지사로 대체하기로 했다. 1790년 12월 21일, 미플린은 펜실베이니아 연방 마지막 의장이 되었고, 동시에 초대 펜실베이니아 주지사가 되었다. 미플린은 토머스 매킨에 이어 주지사를 1799년 12월 17일까지 맡았다. 미플린은 의원으로 돌아가 이듬해 죽을 때까지 그 직에 있었다.

## 역대 선거 결과
| 선거명      | 직책명              | 대수 | 정당       | 득표율 | 득표수   | 결과 | 당락                     |
| ----------- | ------------------- | ---- | ---------- | ------ | -------- | ---- | ------------------------ |
| 1790년 선거 | 펜실베이니아 주지사 | 1대  | 민주공화당 | 90.71% | 27,974표 | 1위  | 펜실베이니아 주지사 당선 |
| 1793년 선거 | 펜실베이니아 주지사 | 1대  | 민주공화당 | 65.43% | 20,479표 | 1위  | 펜실베이니아 주지사 당선 |
| 1796년 선거 | 펜실베이니아 주지사 | 1대  | 민주공화당 | 96.31% | 30,020표 | 1위  | 펜실베이니아 주지사 당선 |
| 1799년 선거 | 펜실베이니아 주지사 | 1대  | 민주공화당 | 53.29% | 37,244표 | 1위  | 펜실베이니아 주지사 당선 |